# Gajusz Juliusz Solinus
Gajusz Juliusz Solinus – rzymski pisarz żyjący w III lub IV wieku n.e., autor dzieła Collectanea rerum memorabilium (Zbiór rzeczy godnych zapamiętania), znanego również jako Polihistor.
Na temat życia Solinusa zachowało się bardzo niewiele informacji. Historyk Theodor Mommsen przypuszczał, że Solinus był pochodzenia plebejskiego. Pewne przesłanki znajdujące się w jego dziele pozwalają przypuścić, że był mieszkańcem stolicy Imperium Rzymskiego.
Do historii przeszedł jako autor cieszącego się olbrzymią popularnością w późnej starożytności i średniowieczu dzieła Polihistor, będącego próbą encyklopedycznego uporządkowania całości współczesnej wiedzy o świecie. Znaczna większość dzieła stanowi kompilację innych dzieł; około trzy czwarte treści zostało przepisane przez Solinusa z Historii Naturalnej Pliniusza Starszego. Z tego względu autor Polihistora nazywany był przez badaczy literatury starożytnej „Pliniuszową małpą”. Ponadto w dziele Solinusa odnaleźć można przepisane fragmenty prac Pomponiusza Meli oraz Swetoniusza.
Napisanie przez Solinusa Collectanea rerum memorabilium szacuje się na moment nie wcześniejszy niż 249 r. n.e. i nie późniejszy niż 391 r. n.e. Ze względu na tendencję Solinusa do skupiania się w swojej pracy na wszelkiego rodzaju cudownych zjawiskach, ciekawostkach, miejscowych legendach itp., zalicza się go do grona tzw. pisarzy-paradoksografów.